# Бергман, Роберт
Роберт Бергман (Robert George Bergman, род. 23 мая 1942, Чикаго) — американский химик. Член Национальной АН США (1984), профессор Калифорнийского университета в Беркли. Лауреат премии Вольфа (2017), Clarivate Citation Laureate (2017).

## Биография
Окончил Carleton College (бакалавр химии, 1963). Степень доктора философии по химии получил в 1966 году в Висконсинском университете (научный руководитель Jerome A. Berson). В 1967 году постдок в лабораториях Рональда Бреслоу в Колумбийском университете. В 1967—1977 годах преподаватель химии в Калифорнийском технологическом институте — с 1969 года ассистент-профессор, с 1971 года ассоциированный профессор, с 1973 года полный профессор.
В 1977—2016 гг. профессор Калифорнийского университета в Беркли (заслуженный профессор с 2002 года, впоследствии также эмерит) и старший научный сотрудник (Senior Faculty Scientist) Lawrence Berkeley National Laboratory. Трижды являлся Миллеровским профессором Калифорнийского университета в Беркли (1982, 1993, 2003).
Член Американской академии искусств и наук (1984), член Американского химического общества (2011). Почётный доктор Техасского университета A&M (2013).

## Награды и отличия
- Стипендия Слоуна (1969?70)
- Dreyfus Foundation Teacher-Scholar Award (1970)
- Fairchild Distinguished Scholar, Калифорнийский технологический институт (1984)
- Organometallic Chemistry Award, Американское химическое общество (1986)
- Edgar Fahs Smith Lecture (1990, 2006)
- Ira Remsen Award (1990)
- NIH MERIT award[англ.] (1991)
- Премия Эрнеста Лоуренса министерства энергетики (1993)
- Премия имени Артура Коупа, Американское химическое общество (1996)
- Edward Leete Award, Американское химическое общество (2001)
- James Flack Norris Award[нем.], Американское химическое общество, Северо-восточная секция (2003)
- NAS Award in Chemical Sciences[англ.] (2007)
- T.W. Richards Medal, Американское химическое общество, Северо-восточная секция (2008)
- Edward Frankland Prize Lectureship, Королевское химическое общество (2010)
- Премия Уилларда Гиббса Чикагской секции Американского химического общества (2011)
- George A. Olah Award in Hydrocarbon or Petroleum Chemistry[нем.], Американское химическое общество (2014)
- Schulich Lectureship, Технион (2014)
- Welch Award in Chemistry[англ.], фонд Уэлча (2014)
- Robert Robinson Award[нем.], Королевское химическое общество (2014)
- Премия Вольфа по химии (2017)
- Clarivate Citation Laureate (2017)